# Does This Look Infected?
Does This Look Infected? – trzeci album kanadyjskiego zespołu Sum 41 wydany w dniu 26 listopada 2002.

## Lista utworów
1. The Hell Song – 3:18
2. Over My Head (Better Off Dead) – 2:29
3. My Direction – 2:02
4. Still Waiting – 2:38
5. A.N.I.C. – 0:37
6. No Brains – 2:46
7. All Messed Up – 2:44
8. Mr. Amsterdam – 2:56
9. Thanks for Nothing – 3:04
10. Hyper-Insomnia-Para-Condrioid – 2:32
11. Billy Spleen – 2:32
12. Hooch – 3:28